# Un alto en el camino (álbum)
Un Alto en el Camino es el duodécimo álbum de estudio de la orquesta de salsa colombiana Niche, publicado el 7 de diciembre de 1993 por Codiscos.

## Grabación y composición

### Colombia Tierra De Todos
Escrita originalmente para Polito Vega. Jairo, quien era muy fanático del fútbol, después del partido donde la Selección de Colombia vence a su similar de Argentina para clasificar al Mundial de fútbol Estados Unidos 1994, decide reescribir la letra del tema como homenaje a su Selección.

## Lista de canciones
Todas las canciones escritas y compuestas por Jairo Varela. 
| Lado 1 |                                     |                                                  |          |  |
| N.º    | Título                              | Intérprete(s)                                    | Duración |  |
| 1.     | «Un alto en el camino»              | Charlie Cardona, Javier Vásquez, Carlos Guerrero | 5:42     |  |
| 2.     | «La gallinita de los huevos de oro» | Javier Vásquez                                   | 4:50     |  |
| 3.     | «Duele más»                         | Charlie Cardona                                  | 5:38     |  |
| 4.     | «Sin palabras»                      | Javier Vásquez                                   | 4:52     |  |

| Lado 2 |                            |                 |          |  |
| N.º    | Título                     | Intérprete(s)   | Duración |  |
| 1.     | «Colombia tierra de todos» | Carlos Guerrero | 5:42     |  |
| 2.     | «Ave de paso»              | Carlos Guerrero | 5:42     |  |
| 3.     | «Las tres son caribe»      | Charlie Cardona | 4:50     |  |
| 4.     | «Somos guerreros»          | Carlos Guerrero | 5:02     |  |

## Créditos

### Músicos
- Bajo: Daniel Silva
- Cantantes: Charlie Cardona, Javier Vásquez, Carlos Guerrero
- Coros: Jairo Varela, Daniel Silva, Richie Valdés, Javier Vásquez, Carlos Guerrero, Charlie Zaa, Diana Serna
- Percusión, congas, bongó y timbal: Douglas Guevara
- Piano: Julio Abadía, Carlos Vivas
- Teclados: Juan Vicente Zambrano
- Trombón 1, 2 y 3: Alberto Barros
- Trompeta 1: José Aguirre
- Trompeta 2: Oswaldo Ospino

### Producción
- Arreglos: Alberto Barros, José Aguirre, Juan Vicente Zambrano, Jairo Varela
- Dirección musical en estudio: Alberto Barros, Jairo Varela
- Ingenieros: Guido Machado, Roly Garbaloza, Guillermo Varela
- Mezcla: Jairo Varela